# Shifnal
Shifnal es un municipio situado en Shropshire, Inglaterra. Tiene una población estimada, en 2019, de 7618 habitantes.
Está ubicada en el centro de la región Midlands del Oeste, a poca distancia al este de la frontera con Gales y al oeste de Birmingham.